# Peter Larsson (ur. 1961)
Peter Nils-Gösta Larsson (ur. 8 marca 1961 w Nässjö) – szwedzki piłkarz grający na pozycji obrońcy.

## Kariera klubowa
Larsson pochodzi z miasta Hallby i tam też rozpoczął piłkarską karierę w klubie IF Hallby. W barwach tego klubu zadebiutował w 1977 roku w 3. lidze szwedzkiej i w rozgrywkach tych grał przez 5 sezonów, aż w 1982 roku zgłosił się po niego Halmstads BK. W klubie tym grał przez 2 lata bez większych sukcesów w wyjściowej jedenastce, a w 1984 roku przeszedł do jednego z najbardziej utytułowanych klubów Szwecji, IFK Göteborg. Gra w IFK stała się dla Larssona przepustką do kariery i już w pierwszym sezonie gry wywalczył on mistrzostwo Szwecji. Przez kolejne 2 sezony nastąpiła dominacja Malmö FF i w 1986 roku IFK zostało jedynie wicemistrzem kraju. Kolejne sukcesy Larsson osiągnął w 1987 roku, gdy najpierw wywalczył Puchar UEFA (wystąpił w obu finałowych meczach z Dundee United), a pod koniec roku mistrzostwo Szwecji. Dzięki wysokiej formie i dobrej postawie za cały rok został uhonorowany nagrodą dla Najlepszego Piłkarza Szwecji.
Gra Larssona została dostrzeżona w Amsterdamie i w styczniu 1988 został przez trenera Johana Cruyffa ściągnięty do tamtejszego Ajaksu Amsterdam. W Ajaksie gwiazda Larssona nieco przygasła i po odejściu Cruyffa Larsson stracił miejsce w składzie. Zarówno Kurt Linder jak i Leo Beenhakker zaczęli mniej stawiać na szwedzkiego obrońcę, ale zdołał on wywalczyć mistrzostwo Holandii w 1990 roku.
Zimą 1991 przed rozpoczęciem sezonu w Szwecji Larssona zatrudniono w AIK Fotboll. W AIK pograł przez trzy kolejne sezony, a w 1992 roku wywalczył swoje trzecie w karierze mistrzostwo kraju. Następnie krótko grał w amatorskich klubach Korsnäs IF i Falu BS. Karierę zakończył w 1998 roku.
| Sezon   | Klub         | Kraj     | Rozgrywki   | Mecze | Bramki |
| ------- | ------------ | -------- | ----------- | ----- | ------ |
| 1977    | IF Hallby    | Szwecja  | 3. liga     | 4     | 0      |
| 1978    | IF Hallby    | Szwecja  | 3. liga     | 22    | 6      |
| 1979    | IF Hallby    | Szwecja  | 3. liga     | 22    | 1      |
| 1980    | IF Hallby    | Szwecja  | 3. liga     | 20    | 13     |
| 1981    | IF Hallby    | Szwecja  | 3. liga     | 18    | 5      |
| 1982    | Halmstads BK | Szwecja  | Allsvenskan | 22    | 4      |
| 1983    | Halmstads BK | Szwecja  | Allsvenskan | 22    | 2      |
| 1984    | IFK Göteborg | Szwecja  | Allsvenskan | 22    | 5      |
| 1985    | IFK Göteborg | Szwecja  | Allsvenskan | 22    | 1      |
| 1986    | IFK Göteborg | Szwecja  | Allsvenskan | 22    | 0      |
| 1987    | IFK Göteborg | Szwecja  | Allsvenskan | 20    | 2      |
| 1987/88 | AFC Ajax     | Holandia | Eredivisie  | 15    | 2      |
| 1988/89 | AFC Ajax     | Holandia | Eredivisie  | 14    | 1      |
| 1989/90 | AFC Ajax     | Holandia | Eredivisie  | 26    | 1      |
| 1990/91 | AFC Ajax     | Holandia | Eredivisie  | 3     | 0      |
| 1991    | AIK Fotboll  | Szwecja  | Allsvenskan | 27    | 0      |
| 1992    | AIK Fotboll  | Szwecja  | Allsvenskan | 28    | 0      |
| 1993    | AIK Fotboll  | Szwecja  | Allsvenskan | 21    | 0      |

## Kariera reprezentacyjna
W reprezentacji Szwecji Larsson zadebiutował w 1983 roku. W 1990 roku został powołany przez Olle Nordina do kadry na Mistrzostwa Świata we Włoszech. Tam był podstawowym zawodnikiem i zagrał we wszystkich trzech meczach grupowych: przegranych po 1:2 z Brazylią, Szkocją oraz Kostaryką. Karierę reprezentacyjną zakończył w 1992 roku a przez 9 lat rozegrał w kadrze 47 meczów i strzelił 4 gole.

## Sukcesy
- Puchar UEFA: 1987 z IFK
- Mistrzostwo Szwecji: 1984, 1987 z IFK, 1992 z AIK
- Mistrzostwo Holandii: 1990 z Ajaksem
- Piłkarz Roku w Szwecji: 1987
- Uczestnik MŚ: 1990